# Adolf Rösti
Adolf Rösti (ur. 30 sierpnia 1947 w Adelboden) – szwajcarski narciarz alpejski. Zajął 15. miejsce w slalomie na igrzyskach w Sapporo. Nie startował na żadnych mistrzostwach świata. Jego najlepszym sezonem w Pucharze Świata był sezon 1972/1973, kiedy to zajął 12. miejsce w klasyfikacji generalnej, a w klasyfikacji giganta był trzeci.

## Sukcesy

### Puchar Świata

#### Miejsca w klasyfikacji generalnej
- 1969/1970 – 64.
- 1970/1971 – 27.
- 1971/1972 – 17.
- 1972/1973 – 12.

#### Miejsca na podium
1. Adelboden – 24 stycznia 1972 (gigant) – 2. miejsce
2. Madonna di Campiglio – 19 grudnia 1972 (gigant) – 2. miejsce
3. Anchorage – 8 marca 1973 (gigant) – 2. miejsce
4. Naeba – 12 marca 1973 (gigant) – 3. miejsce